# Ceratopsyche dorata
Ceratopsyche dorata är en nattsländeart som först beskrevs av Donald G. Denning 1983.  Ceratopsyche dorata ingår i släktet Ceratopsyche och familjen ryssjenattsländor. Inga underarter finns listade i Catalogue of Life.